# Tocina
Tocina è un comune spagnolo di 9 452 abitanti situato nella comunità autonoma dell'Andalusia.

## Geografia fisica
Il comune è attraversato dal Guadalquivir.